# Переселенці
Переселе́нці (до 1 лютого 1945 року — Олексіївка) — село Миколаївської селищної громади у Березівському районі Одеської області в Україні. Населення становить 381 осіб.

## Історія
Під час організованого радянською владою Голодомору 1932—1933 років помер щонайменше 1 житель села.
Колишній орган місцевого самоврядування — Новопетрівська сільська рада.

## Населення
Згідно з переписом УРСР 1989 року чисельність наявного населення села становила 444 особи, з яких 212 чоловіків та 232 жінки.
За переписом населення України 2001 року в селі мешкала 381 особа.

### Мова
Розподіл населення за рідною мовою за даними перепису 2001 року:
| Мова       | Відсоток |
| ---------- | -------- |
| українська | 85,83 %  |
| молдовська | 11,29 %  |
| російська  | 1,84 %   |
| болгарська | 0,79 %   |
| білоруська | 0,26 %   |

## Постаті
- Тарабанов Вадим Олександрович (1991—2016) — солдат Збройних сил України, учасник російсько-української війни.